# Château de La Bourélie
Le château de La Bourélie est un château situé à Brens, dans le Tarn (France). Aussi connu sous le nom de château des Combettes-Labourélie, ou simplement de Labourélie, il est construit au XVIIe siècle pour la riche famille de Combettes.

## Historique

### Origine
La famille Combettes s'installe en Albigeois dès le XVe siècle, et atteint un haut niveau social à la fin du siècle suivant, lorsque Roch Combettes devient juge en chef de l'Albigeois. Son fils, David de Combettes achète la métairie de Laboureilhe pour 12 000 livres, le 19 juin 1632. Celle-ci appartenait alors à Antoine Dupuy, seigneur de Labastide. Docteur, avocat, et premier consul de Gaillac, ville où il possède déjà un hôtel particulier (construit sur une maison achetée en 1618), David de Combettes meurt en 1640, laissant un héritage colossal à son fils, Guillaume de Combettes.

### La construction du château
Celui-ci, après avoir acheté puis revendu la baronnie de Brens et de Puybérol (entre 1642 et 1647), choisit de s'installer en sa métairie de Laboureilhe, héritée de son père. Il commande alors un petit château pour remplacer l'édifice agricole, dont la construction débute en 1647. Il s'inspire des jardins vus dans les grands hôtels particuliers de Paris, où il effectue un séjour, pour enrichir sa nouvelle demeure d'un jardin avec fontaines et jets d'eau, qu'il place au Nord du domaine.
Ses descendants, héritiers du château de La Bourélie, obtiennent des fonctions de plus en plus gratifiantes au cours du XVIIIe siècle, tel qu'office du trésorier du roi, avocat du Roi, et conseiller au Parlement de Toulouse.
En 1763, Antoine de Combettes demande le droit d'ériger une chapelle seigneuriale en son château, demande motivée par son âge avancé. Cette faveur accordée, la chapelle est bénie en 1764, sous le vocable de Saint-Charles. La famille de Combettes prend ensuite le nom de famille de Combettes-Labourélie.

### Reconstruction du château
Vers 1790, François Louis de Combettes-Labourélie entame la reconstruction de son château. Néanmoins, à cause de ses origines nobles, et de la Révolution française en cours, il est arrêté et détenu. Guillotiné en 1794, c'est sa veuve, Raymonde Jeanne de Joulia, qui termine le chantier de restauration en 1808.
Les droits de la famille sur la bâtisse n'ayant pas été spolié à la Révolution, son fils, Pierre-Casimir de Combettes-Labourélie, obtient le château. Lui-aussi remaniera le domaine, à partir de 1840, et jusqu'en 1882, travaux terminés par son fils François-Raymond-Louis de Combettes-Labourélie qui mèneront à de nombreux ajouts et destructions, comme la construction d'un moulin en 1834 puis d'une forge en 1847, assez éloignés du château.

### Jusqu'à aujourd'hui
En 1886, le domaine est vendu par François-Raymond-Louis de Combettes-Labourélie à un certain Alexandre Bos, pour la somme de deux cent cinquante mille francs d'époque. Celui-ci créé une société avec son fils, Georges Bos, la « Alexandre Bos et Fils aîné ».
Aujourd'hui, le château de La Bourélie est gravement menacé, sa toiture et ses niveaux de plancher s'étant écroulés, tandis que le reste du domaine est encore exploité. En 2012, un incendie s'est déclaré dans un des hangars du domaine, qui n'a heureusement pas atteint le château.

## Architecture

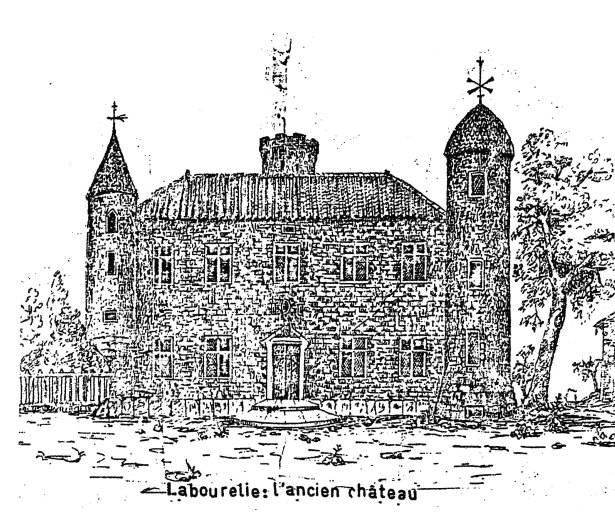
Esquisse du premier château

### Le château originel
Le premier château de La Bourélie, construit en 1647 par Guillaume de Combettes, est décrit comme tel : un château possédant un portail couronné d'une tour à créneaux au Nord, une tour à l'Est, et une tourelle abritant un escalier à vis à l'Ouest. Au rez-de-chaussée, on trouve un chai et une salle basse, au premier étage la grande salle, et les chambres et antichambres qui se répartissent au deuxième étage,.

### Le château actuel

#### Le château
Le château de La Bourélie actuel se compose d'un plan rectangulaire, et ferme au Nord la cour. Construit en briques recouvertes d'un badigeon rouge, il se présente sur trois étages. La façade principale, au Sud, tout comme la façade arrière, comporte sept travées, ces dernières étant ornées de pilastres toscan et dorique. Les façades latérales, à cinq travées, sont elles-aussi décorées de même. Néanmoins, la façade arrière, au Nord, qui ouvre sur les jardins, est grandiosement décorée : surmontée d'un majestueux fronton triangulaire, autrefois orné des armoiries de la famille de Combettes-Labourélie, elle est rehaussée de pilastres à chapiteaux ioniques en grès. L'un d'eux est orné de la date 1808, qui démontre l'ajout de ces ornements lors de la reconstruction entamée par François Louis de Combettes-Labourélie, et terminée par sa veuve.
Au rez-de-chaussée, de nombreuses arcades de plein cintre, une par travée, ouvrent le bâtiment. Au premier étage, les larges baies rectangulaires sont surmontées d'un bel entablement. Le second étage, plus austère, possède des fenêtres rectangulaires à simple encadrement.

#### Domaine
Le domaine de La Bourélie se compose au début du XIXe siècle d'un immense site agricole de 200 hectares. Outre le château, on trouve plusieurs métairies. L'accès au château, se faisant par le Sud, est une longe allée encadrée de vignes. La cour est formée par le château et les deux longues dépendances qui forment un retour à l'Est et à l'Ouest. Ces dernières sont ornés de nombreuses arcades en plein cintre pour le rez-de-chaussée, décoratives ou usagères, et de pilastres pour l'étage. Celle de l'Est est flanquée en son extrémité de la maison du régisseur. À l'Est du domaine se trouvent les anciens logements des employés, remises, granges, étables et écuries. On trouve même un ancien « garage » pour voitures hippomobiles. À l'Ouest, la chapelle seigneuriale présente une façades à trois registres architecturaux, avec un clocher-mur à pyramidions. Au Sud, l'orangerie, le chai semi-enterré et le cuvier conservant le pressoir vinicole complète l'ensemble, avec un pigeonnier sur trois niveaux. On trouve aussi un verger, un potager, un puits et une citerne.
L'ensemble de ces bâtiments est en appareil de brique, parfois alterné avec des bandes de galets.

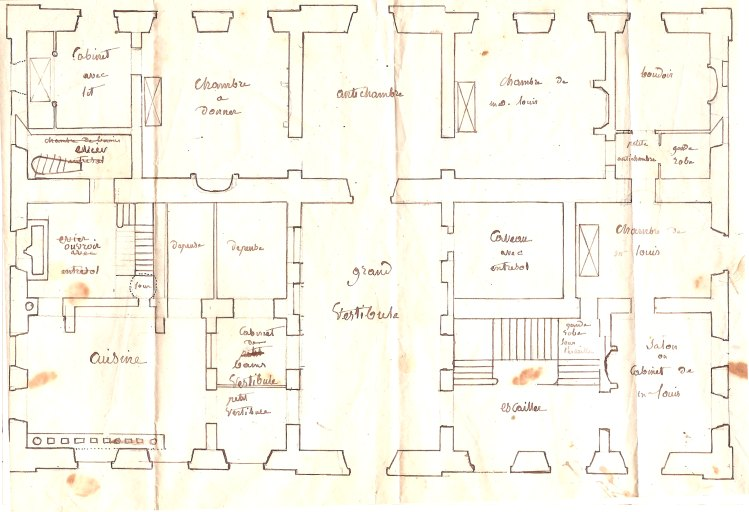
Plan du rez-de-chaussée, fin XVIIIe siècle (avant reconstruction ?)
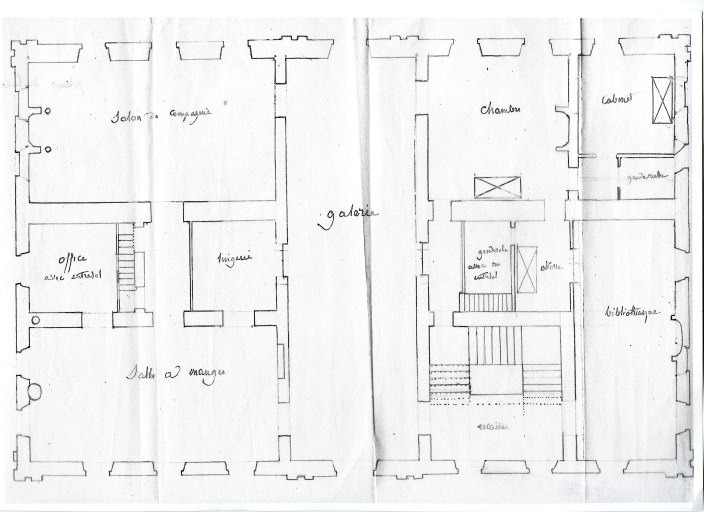
Plan de l'étage, fin XVIIIe siècle (avant reconstruction ?)